# Unité urbaine de Saint-Just-Saint-Rambert
L'unité urbaine de Saint-Just-Saint-Rambert est une unité urbaine française centrée sur les communes d'Andrézieux-Bouthéon, Saint-Just-Saint-Rambert et Veauche, dans la Loire, en région Auvergne-Rhône-Alpes.

## Données générales
Dans le zonage réalisé par l'Insee en 1999, l'unité urbaine était composée de sept communes.
Dans le zonage réalisé en 2010, l'unité urbaine était composée de onze communes, quatre communes ayant été ajoutées au périmètre de 1999.
Dans le nouveau zonage réalisé en 2020, elle est composée de douze communes, la commune de Rivas ayant été ajoutée au périmètre.
En 2022, avec 64 476 habitants, elle représente la 3e unité urbaine du département de la Loire et occupe le 14e rang dans la région Auvergne-Rhône-Alpes.
En 2022, sa densité de population s'élève à 359 hab/km2. Par sa superficie, elle ne représente que 3,8 % du territoire départemental mais, par sa population, elle regroupe 8,35 % de la population du département de la Loire.

## Composition 2020 de l'unité urbaine
Elle est composée des douze communes suivantes :
| Nom                      | Code Insee | Département | Statut       | Superficie (km2) | Population (dernière pop. légale) | Densité (hab./km2) | Modifier                                    |
| ------------------------ | ---------- | ----------- | ------------ | ---------------- | --------------------------------- | ------------------ | ------------------------------------------- |
| Andrézieux-Bouthéon      | 42005      | Loire       | ville-centre | 16,28            | 10 312 (2022)                     | 633                | modifier les données · modifier les données |
| Saint-Just-Saint-Rambert | 42279      | Loire       | ville-centre | 40,63            | 15 579 (2022)                     | 383                | modifier les données · modifier les données |
| Veauche                  | 42323      | Loire       | ville-centre | 10,41            | 8 984 (2022)                      | 863                | modifier les données · modifier les données |
| Bonson                   | 42022      | Loire       | banlieue     | 5,15             | 4 478 (2022)                      | 870                | modifier les données · modifier les données |
| Chambœuf                 | 42043      | Loire       | banlieue     | 11,12            | 1 782 (2022)                      | 160                | modifier les données · modifier les données |
| La Fouillouse            | 42097      | Loire       | banlieue     | 20,57            | 4 643 (2022)                      | 226                | modifier les données · modifier les données |
| Rivas                    | 42185      | Loire       | banlieue     | 4,60             | 737 (2022)                        | 160                | modifier les données · modifier les données |
| Saint-Bonnet-les-Oules   | 42206      | Loire       | banlieue     | 12,41            | 1 817 (2022)                      | 146                | modifier les données · modifier les données |
| Saint-Cyprien            | 42211      | Loire       | banlieue     | 7,28             | 2 428 (2022)                      | 334                | modifier les données · modifier les données |
| Saint-Galmier            | 42222      | Loire       | banlieue     | 19,47            | 5 848 (2022)                      | 300                | modifier les données · modifier les données |
| Sury-le-Comtal           | 42304      | Loire       | banlieue     | 24,18            | 6 651 (2022)                      | 275                | modifier les données · modifier les données |
| Veauchette               | 42324      | Loire       | banlieue     | 7,54             | 1 217 (2022)                      | 161                | modifier les données · modifier les données |

## Évolution démographique
| 1968   | 1975   | 1982   | 1990   | 1999   | 2006   | 2011   | 2016   | 2022   |
| ------ | ------ | ------ | ------ | ------ | ------ | ------ | ------ | ------ |
| 27 622 | 35 566 | 43 552 | 51 018 | 54 440 | 58 235 | 58 708 | 61 965 | 64 476 |

#### Données générales
- Unité urbaine en France
- Aire d'attraction d'une ville
- Liste des unités urbaines de France

#### Données démographiques en rapport avec l'unité urbaine de Saint-Just-Saint-Rambert
- Aire d'attraction de Saint-Étienne
- Arrondissement de Saint-Étienne
- Arrondissement de Montbrison

#### Données démographiques en rapport avec la Loire
- Démographie de la Loire